# Alice Margaret Cooke
Alice Margaret Cooke (18 septembre 1867 - 26 janvier 1940) est une historienne et écrivaine britannique. Cooke catalogue les livres de la bibliothèque John Rylands et elle contribue au développement de l'enseignement supérieur pour les femmes à Manchester.

## Biographie

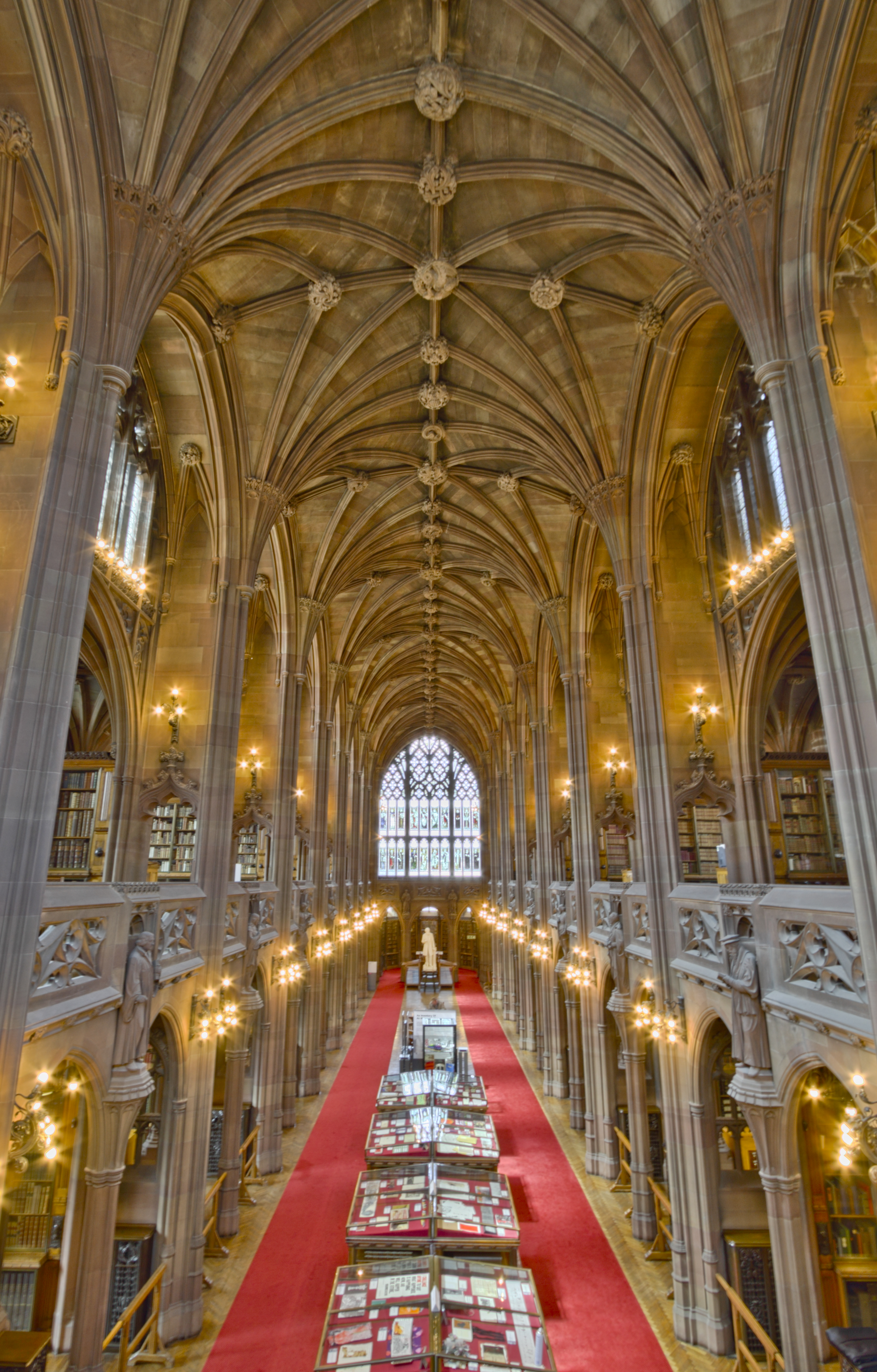
La salle de lecture de la bibliothèque John Rylands

Cooke est née à Hulme dans le Lancashire en 1867 de John et Eliza Anderson (née Jackson) Cooke. Après des études privées, elle va à la Manchester High School for Girls où elle est étudiante. Elle peut fréquenter le Owens College de Manchester (qui fait alors partie de l'Université de Victoria), puisque le collège a permis aux femmes d'y venir quelques années auparavant et qu'elle peut vivre avec ses parents. L'université a des dispositions limitées pour l'éducation mixte. Elle aime l'histoire et elle remporte la bourse d'histoire de Bradford en 1888, ce qui l'aide à obtenir non seulement un diplôme de première classe en histoire en 1890, mais aussi la bourse Jones. La bourse finance des recherches de troisième cycle qui aboutissent à une publication en 1893 de ce qui est devenu le récit standard des premiers monastères cisterciens.
En 1893, elle devient la première femme chargée de cours à travailler pour Thomas Tout à son alma mater et la première récipiendaire d'une maîtrise de l'Owens College : l'université ne décerne pas de doctorats en histoire à l'époque. Elle occupe également divers rôles pour aider les étudiantes qui suivent son chemin et elle devient gouverneure de l'université et tutrice adjointe aux étudiantes en 1897. Cooke voyage et fait du vélo et soutient le suffrage des femmes. Elle compile un index de la bibliothèque Althorp du comte Spencer. C'est la collection de bibliothèque la plus chère jamais achetée lorsque la millionnaire Enriqueta Rylands la paie 210 000 £. L'indexation est entreprise à la demande de Mme. Rylands, pour la naissante bibliothèque John Rylands. Cooke trie également une collection d'autographes créée par Thomas Raffles pour Enriqueta Rylands.
En 1901, Cooke s'installe à Cardiff où elle enseigne au département d'histoire de l'University College of South Wales and Monmouthshire. Elle y reste jusqu'en 1903, date à laquelle elle retourne au catalogage des bibliothèques, pour la bibliothèque de Lord Acton à Cambridge, qui comprendplus de 60 000 livres. À partir de 1905, elle retourne à l'enseignement, cette fois c'est l'histoire moderne au Newnham College de l'Université de Cambridge.
En 1907, elle s'installe à l'Université de Leeds où elle est maître de conférences en histoire. À Leeds, elle améliore la collection médiévale de la bibliothèque universitaire et elle crée un département d'histoire médiévale. En 1909, elle est intriguée par la vie de François d'Assise après une visite à Assise. Elle passe vingt ans à assembler ses recherches sur saint François.
Après la guerre, sa santé se détériore, ce qui peut être dû à son travail de policière à Leeds pendant le conflit. Après une longue convalescence, elle retourne au Newnham College où elle est directrice des études au département d'histoire. Cooke prend sa retraite en 1927 où elle vit avec un compagnon. En 1934, elle devient invalide et elle est prise en charge par des religieuses à Manchester jusqu'à sa mort en 1940.

## Héritage
Cooke a écrit 40 biographies de sujets médiévaux pour le Dictionary of National Biography. Une biographie de sa vie est publiée par Isaline Blew Horner. Outre son catalogage des deux bibliothèques mentionnées ci-dessus, elle créé également des index pour la Cambridge Modern History. Sa contribution à la fondation de la bibliothèque John Rylands est importante, mais sa principale contribution est l'amélioration de l'offre d'enseignement supérieur pour les femmes à Manchester  et son plaidoyer en faveur d'un enseignement axé sur la recherche. La principale étudiante de premier cycle en dernière année à l'Université de Leeds reçoit un prix en l'honneur de Cooke.